# Леццено
Леццено (итал. Lezzeno) — коммуна в Италии, располагается в регионе Ломбардия, подчиняется административному центру Комо.
Население составляет 2071 человек, плотность населения составляет 94 чел./км². Занимает площадь 22 км². Почтовый индекс — 22025. Телефонный код — 031.
Покровителями коммуны почитаются святые Кирик и Иулита, празднование 16 июля.